# Kmeti
Kmeti (olaszul: Metti) falu Horvátországban, Isztria megyében. Közigazgatásilag Umaghoz tartozik.

## Fekvése
Az Isztria északnyugati részén, Umagtól 5 km-re északkeletre, az Umag – Plovanija út mellett fekszik.

## Története
1880-ban 180, 1910-ben 279 lakosa volt. Az első világháború után a rapallói szerződés értelmében Isztria az Olasz Királysághoz került. 1943-ban az olasz kapitulációt követően német megszállás alá került, mely 1945-ig tartott. A második világháború után a párizsi békeszerződés értelmében Jugoszlávia része lett, de 1954-ig különleges igazgatási területként átmenetileg a Trieszti B zónához tartozott és csak ezután lépett érvénybe a jugoszláv polgári közigazgatás. A település Jugoszlávia felbomlása után 1991-ben a független Horvátország része lett. 2011-ben 321 lakosa volt. Lakói főként mezőgazdasággal foglalkoznak.

## Lakosság
| Lakosság változása | Lakosság változása | Lakosság változása | Lakosság változása | Lakosság változása | Lakosság változása | Lakosság változása | Lakosság változása | Lakosság változása | Lakosság változása | Lakosság változása | Lakosság változása | Lakosság változása | Lakosság változása | Lakosság változása | Lakosság változása |
| ------------------ | ------------------ | ------------------ | ------------------ | ------------------ | ------------------ | ------------------ | ------------------ | ------------------ | ------------------ | ------------------ | ------------------ | ------------------ | ------------------ | ------------------ | ------------------ |
| 1857               | 1869               | 1880               | 1890               | 1900               | 1910               | 1921               | 1931               | 1948               | 1953               | 1961               | 1971               | 1981               | 1991               | 2001               | 2011               |
| 0                  | 0                  | 180                | 198                | 224                | 279                | 0                  | 0                  | 270                | 194                | 213                | 190                | 150                | 204                | 264                | 321                |